# Mouvement Troisième système
Le Mouvement Troisième système (en espagnol : Movimiento Tercer Sistema ; MTS) est un parti politique bolivien fondé en 2010 par le gouverneur du département de La Paz, Félix Patzi (2015-2021). Il est officiellement reconnu comme parti politique par l'Organe électoral plurinational, le 11 décembre 2016.

## Idéologie
Le fondateur du Mouvement Troisième système, Félix Patzi, affirme que son parti repose sur ce qu'il appelle le « troisième système », une proposition qui « surmonte les contradictions du capitalisme en éliminant l'exploitation de l'homme par l'homme, mais l'emporte aussi sur les vices du socialisme traditionnel, comme le caudillisme et l'inefficacité ; ni capitalisme sauvage, ni socialisme asséchant ».  
Ancien ministre de l'Éducation sous Evo Morales (2006-2008), Patzi rompt avec son ancien parti, le Mouvement vers le socialisme, et crée le MTS. Le parti prône d'ailleurs une rotation des postes et du pouvoir : il se montre critique face à la possibilité qu'Evo Morales se présente à nouveau comme président de l'État, dans des circonstances constitutionnelles équivoques et rejette l'objectif du socialisme qui « vise généralement la constitution d'un pouvoir éternel ». 
Les statuts de constitution du parti prévoient que celui-ci est fondé sur des principes de « démocratie, de liberté, de communauté et de décolonisation, de défense de l'environnement et de la terre (Pachamama), de droit à la santé, de droit à l'éducation et de développement intégral de la population ».  

## Résultats électoraux
Le parti présente lors des élections générales de 2019, comme candidat présidentiel, Félix Patzi, et comme candidate vice-présidentielle, Lucia Mendieta. Le parti termine en cinquième position avec 1,25 % des voix. Le parti ne participe pas aux élections générales de 2020.
Lors des élections infranationales de 2021, le parti réussit à faire des gains appréciables dans l'est du pays, alors que sa base électorale est plutôt localisée dans les régions andines occidentales. Le parti remporte les postes de gouverneurs des départements du Beni et de Pando ainsi que les mairies de Trinidad et Cobija, les deux capitales de ces deux mêmes départements,,. À l'inverse, le chef du parti, Félix Patzi, ne termine que quatrième lors la course pour sa réélection au poste de gouverneur du département de La Paz. Au total, le parti remporte deux postes de gouverneurs sur neuf et dix mairies sur 337, ce qui en fait la deuxième force politique infranationale du pays.  